# والتر مكجوان
والتر مكجوان (بالإنجليزية: Walter McGowan)‏ مواليد 13 أكتوبر 1942 في اسكتلندا - الوفاة 15 فبراير 2016، كان ملاكم محترف بريطاني صنّف ضمن فئة وزن الذبابة.

## إحصائيات
خاض خلال مسيرته 40 نزالا، فاز في 32 وتعادل في 1 وخسر في 7. فاز بالضربة القاضية في 14 نزالا.

## روابط خارجية
- والتر مكجوان على موقع بوكس ريك (الإنجليزية) (registration required)
- والتر مكجوان قاعة قاعة إسكتلندا للمشاهير الرياضية (الإنجليزية)